# Aprilia Europa
La Europa è un motociclo prodotto in due cilindrate (50 e 125 cm³) dalla casa produttrice Aprilia dal 1990 al 1993.

## Europa 50
Questo modello venne prodotto dal 1990 al 1992, con la stessa ciclistica utilizzata dall'Aprilia AF1 50 e che verrà poi utilizzata sull'Aprilia RS 50, con la sola differenza del cambio a 5 marce invece che a 3.

## Europa 125
Si trattava della versione naked della AF1, modello maggiormente sportivo, di cui conservava gran parte della meccanica ma rispetto alla quale presentava un peso diminuito di 16 chilogrammi, anche grazie all'assenza della carenatura.
Il propulsore era lo stesso motore a due tempi della AF1 leggermente depotenziato e accoppiato ad una rapportatura del cambio più corta, cosa che migliorava la ripresa della motocicletta senza andare troppo a discapito della velocità massima che risultava, secondo le prove delle riviste dell'epoca, di oltre 150 km/h.
Esteticamente presentava un faro tondo anteriore, diversamente dalla versione sportiva che lo presentava trapezoidale, ed era caratterizzata dal vistoso telaio a tubi quadri in alluminio e dalla presenza del nome "Europa" sul fianchetto posteriore. Non è trascurabile la fonte ispiratrice che la Europa costituì per la Ducati allorquando ha prodotto sul mercato la Monster.
L'impianto frenante era composto da un freno a disco singolo sia all'anteriore che al posteriore mentre l'impianto di sospensioni presentava una forcella a steli rovesciati all'anteriore (del tipo upside down) ed un monoammortizzatore al retrotreno.